# Jakobs älv

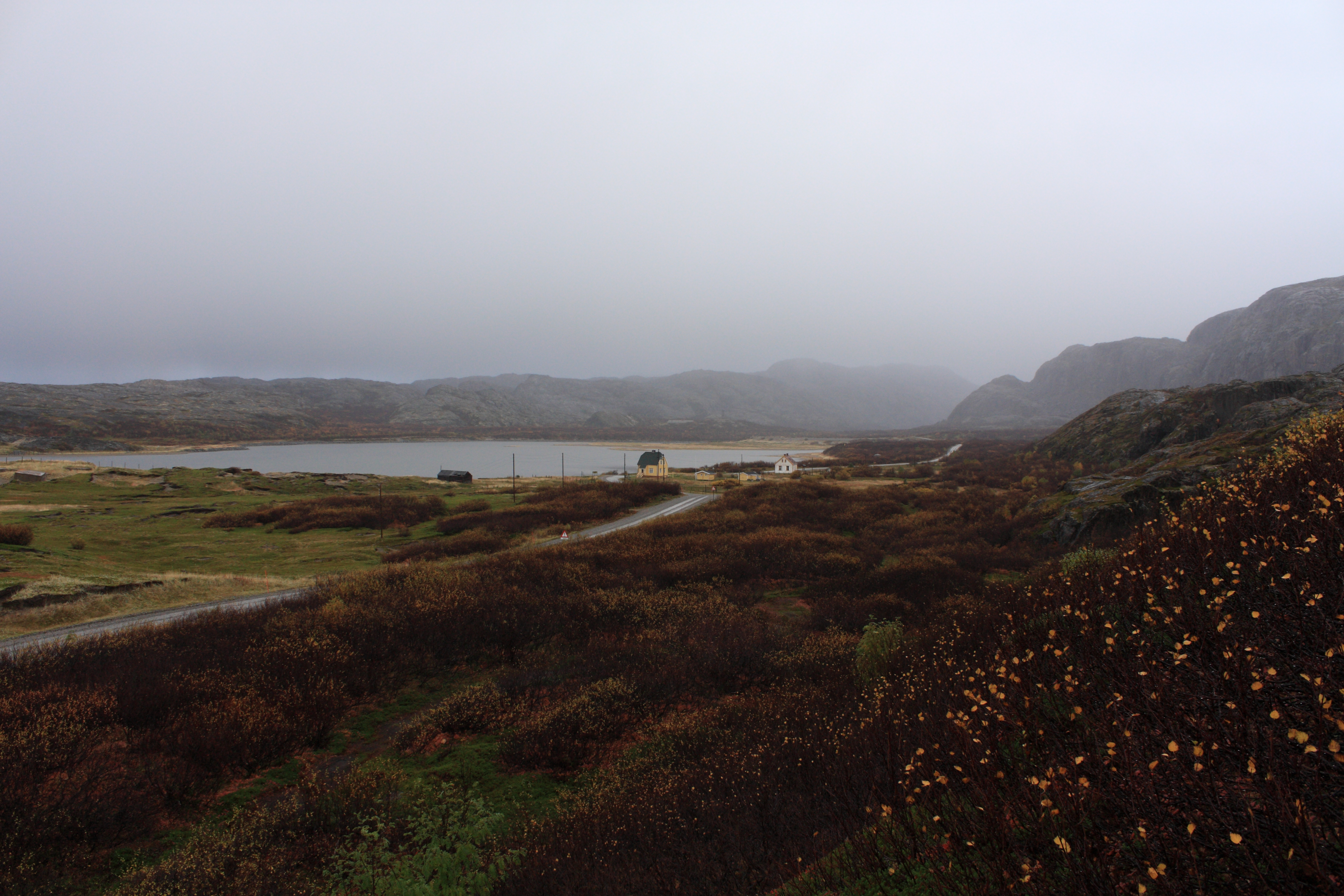
Jokobs älv sedd mot söder strax före mynningen vid Grense Jakobselv. Åsarna på andra sidan älven ligger i Ryssland.

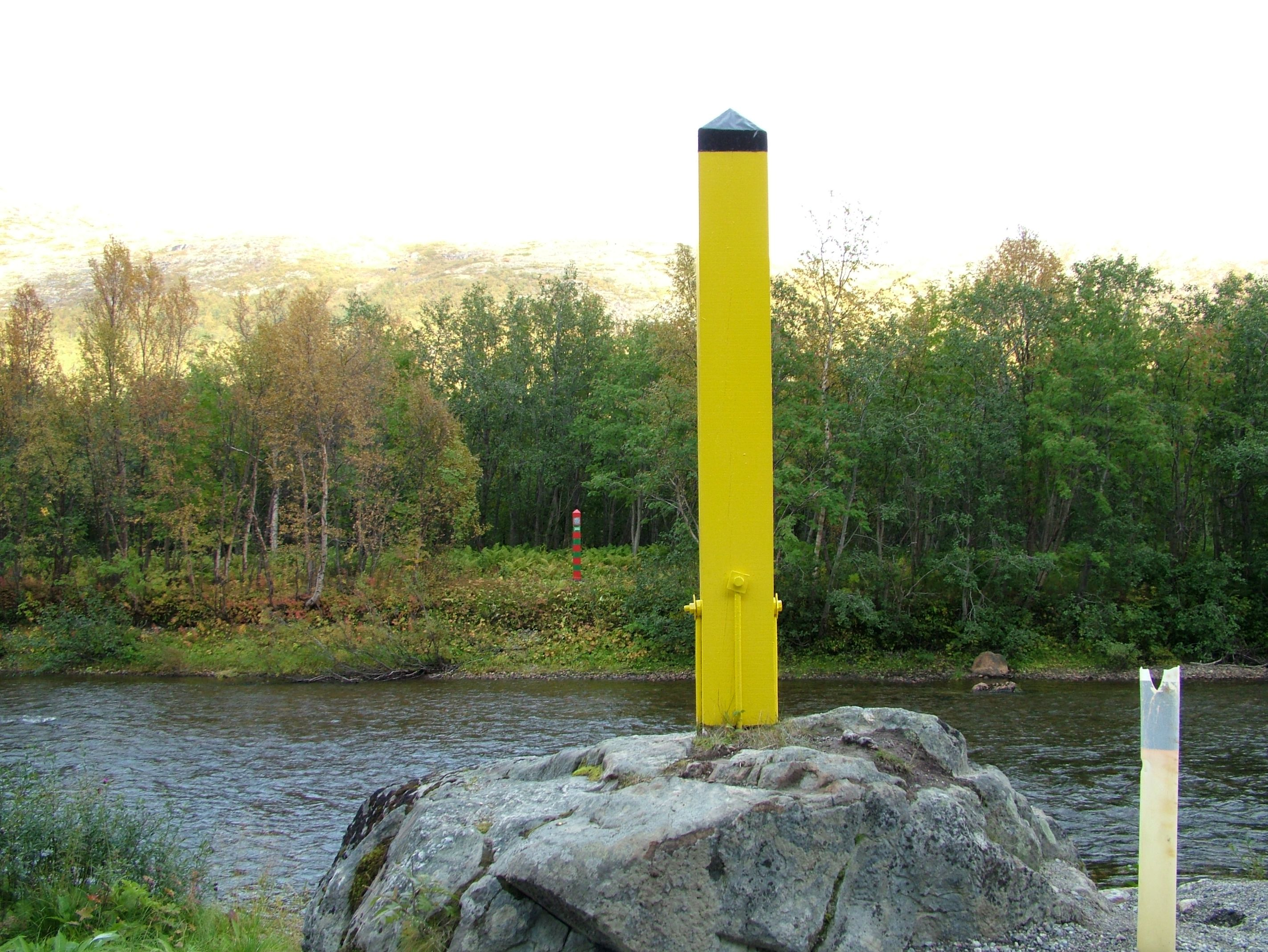
Gränsmärke. Gränsen går vid den djupaste punkten mellan den gula stolpen och den röd-gröna på andra sidan älven.

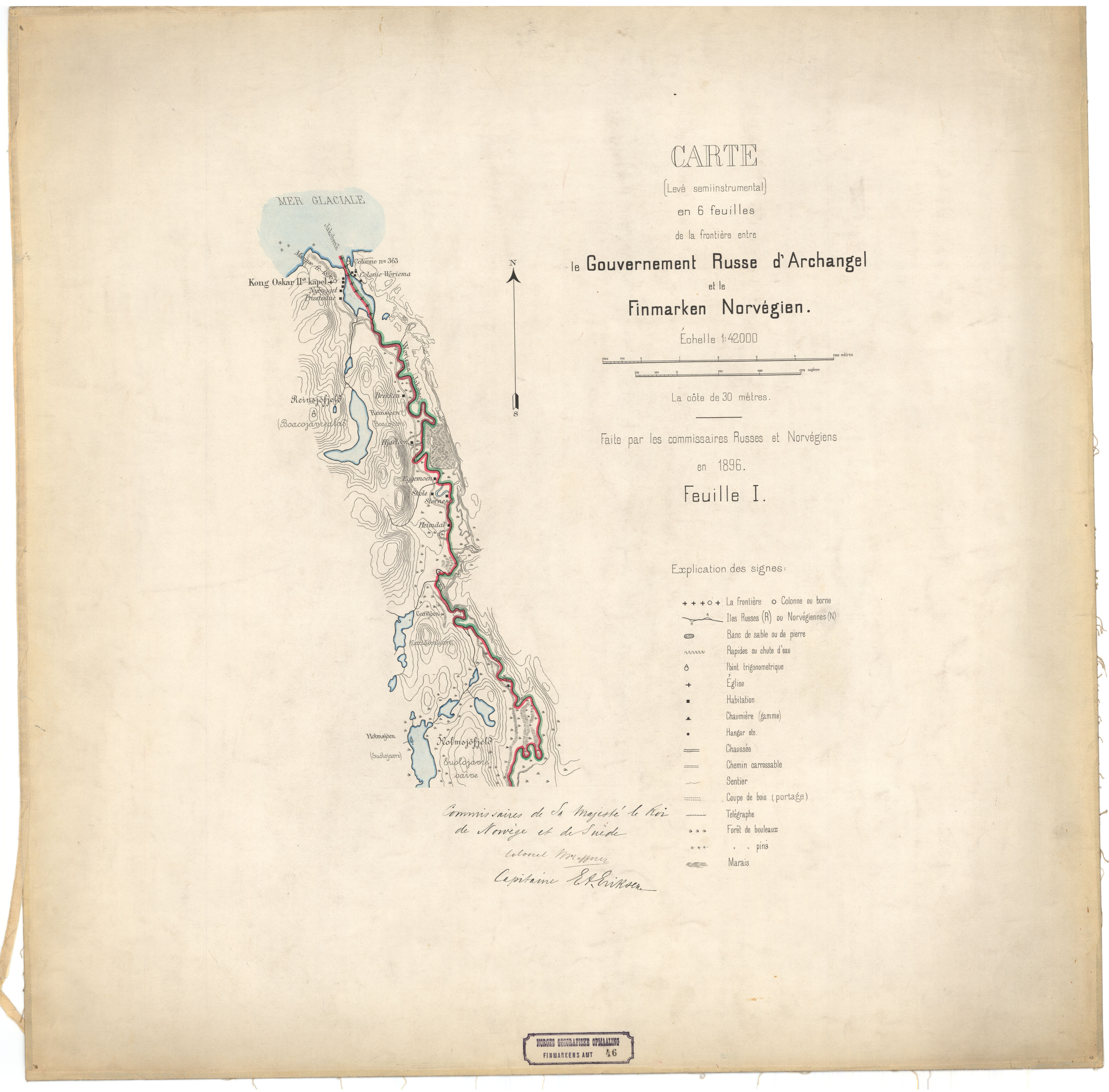
Karta över norra delen av Jakobs älv 1896

Jakobs älv (finska och kvenska: Vuoremijoki, norska: Jakobselva, ryska: Ворьема/Vorjema, nordsamiska: Vuorjám eller Vuorjámjohka) är en gränsflod mellan Norge och Ryssland. Den norska sidan hör till Sør-Varangers kommun i Finnmark, och den ryska sidan till Petjenga i Murmansk oblast. Gränsen mellan Norge och Ryssland drogs i älven år 1826.
Jakobs älv rinner i nordlig riktning och mynnar i Varangerfjorden i Norra ishavet vid Grense Jakobselv. Den har en längd av 45 kilometer. De största bifloderna är Holmvasselva, Sandvasselva och Korpvasselva på den norska sidan och Siuvjakuru på den ryska.
Älven är sedan 1980 fredad för kraftutbyggnad.